# Балетска школа „Лујо Давичо”
Балетска школа „Лујо Давичо” је уметничка школа за основно и средње играчко образовање.

## Организовање Наставе
Школовање траје осам година и обухвата основну балетску школу (четири године) коју ученици похађају паралелно са обавезном основном школом и средњу балетску школу (четири године), коју похађају ученици којима је игра професионално опредељење и која осим стручних играчких обухвата и општеобразовне предмете.
Организује се у Београду у:
- матичној згради, ул. Кнез Милетина 8
- простору Спортске гимназије, ул. Херцег Стјепана 7.

Оба простора су на општини Стари град.

### Основно балетско образовање
Основно балетско образовање се реализује кроз одсек класичан балет у Београду и издвојеним одељењима у Крагујевцу, Чачку и Бору:
1. Крагујевац - Центар за неговање традиционалне културе "Абрашевић"
2. Чачак - Дом културе
3. Бор - Музичка школа "Миодраг Васиљевић"

### Средње балетско образовање
Средње балетско образовање обухвата образовне профиле:
- играч класичног балета,
- играч савремене игре и
- играч народне игре.

Школа је основана као класична балетска школа по угледу на руску балетску школу и заснована на принципима методике класичног балета педагога Агрипине Ваганове. До 1988. године ово усмерење је било једино. Тада је на иницијативу Ансамбла «Коло» основан фолклорни одсек, који данас носи назив Одсек народна игра. Изменама и допунама Наставног плана и програма за средње балетско образовање из 2003. године створени су услови за формирање и рад Одсека савремена игра. Чиме се испуњава потреба великог броја ученика за едукацијом у овој играчкој форми.
Бројне радионице савремене игре у оквиру БИТЕФ-а и Београдског фестивала игре, као и долазак педагога и играча у организацији Француског и Британског културног центра имали су велики утицај на афирмацију овог одсека. Школске 2006/07 године школу је завршила прва генерација Одсека савремене игре, у класи Исидоре Станишић.

## Историјат

### Име школе
Школа је добила име по Лују Давичу, балетском играчу, педагогу и композитору. Радио је као наставник ритмичке гимнастике у Музичкој школи „Станковић“ и на Музичкој академији. Балетска школа "Лујо Давичо" у Београду, основана 1947. године, од 1960. године носи његово име.

### Уметничка игра у Југославији пре оснивања школе
Уметничка игра се учила у приватним, предратним балетским школама у Београду и то само један предмет, класичан балет. Своје приватне школе имали су Нина Кирсанова и Милорад Јовановић. Ђак Нине Кирсанове, примабалерине београдског балета, солисте у трупи Ане Павлове, био је Милорад Мишковић солиста балета Народног позоришта, звезда Париза и позорница света. Милорад Јовановић поред своје приватне балетске школе водио је и балетски одсек при Музичкој академији. Отварањем Балетске школе заједно са педагозима у Школу долазе и њихови ученици.
Оснивање школе
Оснивач је Република Србија.
Балетска школа, која данас носи име "Лујо Давичо" основана је 2. октобра 1947. године у Београду, као прва државна балетска школа у тадашњој Југославији. Настала је интеграцијом Балетског одсека при Музичкој академији и балетског студија Опере Народног позоришта, са циљем да се створи државна установа за школовање играча и обнови балетски ансамбл Београдског позоришта. Оснивач и директор школе од 1947-1949 је Ани Радошевић (1915 – 2004), балерина, кореограф, оперски редитељ, тадашњи организациони руководилац балетског студија Опере Народног позоришта. Први наставници били су балетски педагози и еминентни уметници: Нина Кирсанова, примабалерина, Милорад Миле Јовановић, врсни педагог (састављач првог наставног плана и програма Школе), Мага Магазиновић (међу првима у Европи отворила је школу за ритмику и пластику), Јелена Вајс, Смиља Мојић, Сима Лакетић, Олга Јаковљевић, Даница Живановић, Вјера Штамбук, као и музички сарадници Милан Замуровић и Маржана Поповић.
Основана као Државна балетска школа 1947., од 1948. носи назив Средња балетска школа у којој се од 1950. школовање продужава на осам година (четири разреда ниже и четири разреда средње школе) без општеобразовне наставе, па ученици паралелно похађају редовне средње школе.

### Први наставници
Први наставници, као и први ученици Државне балетске школе долазе из ових студија. Многи од њих су чланови или солисти Балета, сви они вежбају у Школи, а међу њима су и први играчи Рут Парнел и Димитрије Парлић. Према нивоу знања разврстани су у разреде и онима који су то желели омогућено је убрзано завршавање школе. По речима Ани Радошевић убрзо је из Школе стигла цела једна генерација способних младих људи, која ће годинама бити језгро београдског балета: Рут Парнел, Катарина Обрадовић, Милица Јовановић, Јованка Бјегојевић, Бојана Перић, Душан Трнинић, Градимир Хаџиславковић, а Душка Сифниос и Љубинка Добријевић заблистаће у трупи Мориса Бежара.
Просторије Школе налазиле су се недалеко од Народног позоришта у Улици Браће Југовића број 6, у згради у којој је данас Биоскоп "Балкан". Рад Школе је организован по моделу руске балетске шестогодишње школе, по програму за форсиране ученике. По овом програму стручни играчки предмети (класичан балет, класична подршка, историјске игре, ритмика, клавир) изучавали су се свих шест година, а општеобразовни само у шестом разреду. Подела на нижу (од I до IV разреда) и средњу школу (V и VI разред) била је само формална.
Тек од 1960. године поново се уводе општеобразовни предмети, чија се настава у прво време организује заједно са Музичком школом "Станковић" тако да од тада Балетска школа пружа целовито средње образовање. Те исте године Школа мења назив и постаје Балетска школа "Лујо Давичо".
У овом периоду директор Школе је Зорка Мацура, а водећи наставни кадар играчких предмета: Јелена Хела Бурић, Гордана Калановић, Ксенија Кецојевић (директор Школе од 1975. до 1996), Душанка Комендић, Стеван Жунац, Мира Николић Костић, Анђелка Јаблан, и музички сарадник Милица Симић. У земљи нема високе школе на којој би се образовао наставни кадар за играчке предмете, па руководство Школе настоји да обезбеди специјализације на вишим и високим балетским школама у Лењинграду и Москви. Успева да обезбеди стипендије за стручно усавршавање једног броја наставника за предмете: класичан балет, сценско народе и историјско балске игре. Боравак еминентних стручњака у балету Народног позоришта и семинари методике играчких предмета који они држе за наставнике школе, били су уобичајена пракса. Балетски педагог Абдурахман Кумисникова, који је више од годину дана радио и у Балетској школи, и прешао методику рада класичног балета за свих 8 година учења имао је најзначајнији утицај на рад Школе. Кроз предавања, вежбе са наставницима и праћење њиховог рада са ученицима у балетској сали, подигао је наставу класичног балета Школе на далеко виши ниво. У Школи бораве бројни руски педагози: Балтачајева, Олга Јордан, Светлана Афанасјева. Посећују је балетски уметници: Маја Плисецкаја, Морис Лијепа, Владимир Тихонов, Наталија Бесмертнова... Праћење великих међународних балетских такмичења првенствено у Москви и Варни, а касније и у Лозани, био је значајан вид стручног усавршавања наших наставника.

### Образовна и културна мисија
У јавном и културном животу Школа је присутна, било да се ради о појединим наступима, јубилејима значајних институција, добротворним приредбама, телевизијским емисијама или концертима. Ученици Школе наступају у Народном позоришту, Сава центру, Задужбини Илије М. Коларца, Камерној опери "Мадленианум", Скупштини Града Београда, Белом двору, Павиљону Цвијете Зузорић, Дому Војске, Дому ваздухопловства, Руском дому, Дому културе "Вук Караџић", Студентском културном центру, Културном центру Београда, Политехничкој академији. Учествују у ТВ емисијама: Београдска хроника, Јутарњи програм, Србија данас, Жикина шареница, Путоказ, Водич за родитеље, Фантазија и Свет игре, која редовно прати сва догађања у Школи, путовања, успехе и освајања награда на међународним такмичењима.
Од првих година рада Школе поставља се питање отварања Академије за балетске педагоге. Одсек за балетску педагогију постојао је једно време при Факултету драмских уметности и завршила га је једна група наставника Школе. Двогодишње студије са веома обимним планом и програмом рада, на којима су предавачи методика играчких предмета биле Милица Јовановић и Јелисавета Кушовска, које су завршиле највишу школу ГИТИС и наши универзитетски професори, признате су само као «усавршавање у струци». Под образложењем «да нису испуњени формални услови» овај одсек престаје са радом.
Проблем школовања наставника играчких предмета остао је нерешен до данас. На предлог Балетске школе Универзитет уметности у Београду основао је комисију која ради на нацрту пројекта Факултета за уметничку игру. Почетак рада овог факултета условљен је изградњом зграде Балетске школе са интернатом, школском сценом и додатним простором за високу школу.

### Школа данас
Најзначајнији део Програма рада Балетске школе у оквиру концертне делатности је рад на балету П. И. Чајковског "Крцко Орашчић". По оригиналном либрету Маријуса Петипа у интегралној верзији, у кореографији Владимира Логунова, ученици Балетске школе ”Лујо Давичо” (150 ученика, основне и средње балетске школе, сва три одсека) први пут су извели ово дело на сцени Народног позоришта и у Центру "Сава" 1998. године. Од тог првог извођења, балет "Крцко Оршчић" је у Годишњем програму Балетске школе "Лујо Давичо" и на репертоару Народног позоришта у Београду за новогодишње празнике. Представа је резултат тимског рада кореографа, професора и директора са одабраним ученицима основне и средње Балетске школе. Разноврсност игара овог балета пружа могућност да ученици различитог узраста и смера класичан балет, савремена игра и народна игра искажу и развију свој играчки потенцијал у групним и солистичким ролама. Балет ”Крцко Орашчић” изведен је на сценама: Народног позоришта у Београду, Центра "Сава", "Коларца", Српског народног позоришта у Новом Саду, домовима културе градова Србије, позоришта "Кефалос" на Кефалонији, Атинског и Америчког колеџа у Атини и позоришта "Мегарон" у Солуну. Мало је балетских школа у свету које могу сопственим снагама да припреме и изведу ову класичну балетску представу, иако при том имају изванредне услове за рад.

## Наставници основне школе
- Богдановић Александар солфеђо - Чачак и Крагујевац
- Дамњановић Опсеница Кристина класичан балет
- Дуњић Ивана класичан балет - Чачак
- Ђурић Николета класичан балет - Крагујевац
- Ербез Наташа класичан балет - Бор
- Живић Милош примењена гимнастика - Бор
- Аћимовић Снежана класичан балет - Чачак
- Јовичић Бранкица примењена гимнастика - Крагујевац
- Лалић Ивана класичан балет
- Марјановић Каролина класичан балет
- Милановић Ћирица Јелена класичан балет
- Пешов Весна примењена гимнастика - Чачак
- Порчић Бранислава примењена гимнастика
- Радивојевић Мирјана класичан балет
- Суботић Романа класичан балет
- Убовић Ђорђина солфеђо
- Ускоковић Александра Ула класичан балет[2]
- Драгана Величковић класичан балет

#### Наставници средње школе

##### Класичан балет
- Бајчетић Марија
- Бојовић Петковић Ива
- Воларев Дејана
- Милановић Ћирица Јелена
- Милић Роса
- Михаиловић Душко
- Пивач Светлана
- Пјевић Тамара
- Радоја Мина
- Торлаковић Марко
- Трајковић Валентина
- Цветковић Костић Марија
- Цвркотић Сања
- Чолановић Нина

##### Народна игра
- Ђорђевић Смиљка
- Крстић Биљана
- Малић Софија
- Мартиновић Андреј
- Милић Стефан
- Палчић Лидија
- Перић Милена
- Пивач Светлана
- Торлаковић Марко
- Цветковић Костић Марија
- Цвркотић Сања
- Шувак Гордана

##### Савремена игра
- Воларев Дејана
- Игњатовић Загорац Ана
- Кајго Јелена
- Крстић Биљана
- Љујић Радивојевић Ивана
- Пивач Светлана
- Пјевић Тамара
- Планић Лидија
- Радоја Мина
- Станишић Исидора
- Цветковић Костић Марија
- Шувак Гордана[3]